# Johannes Postkazerne

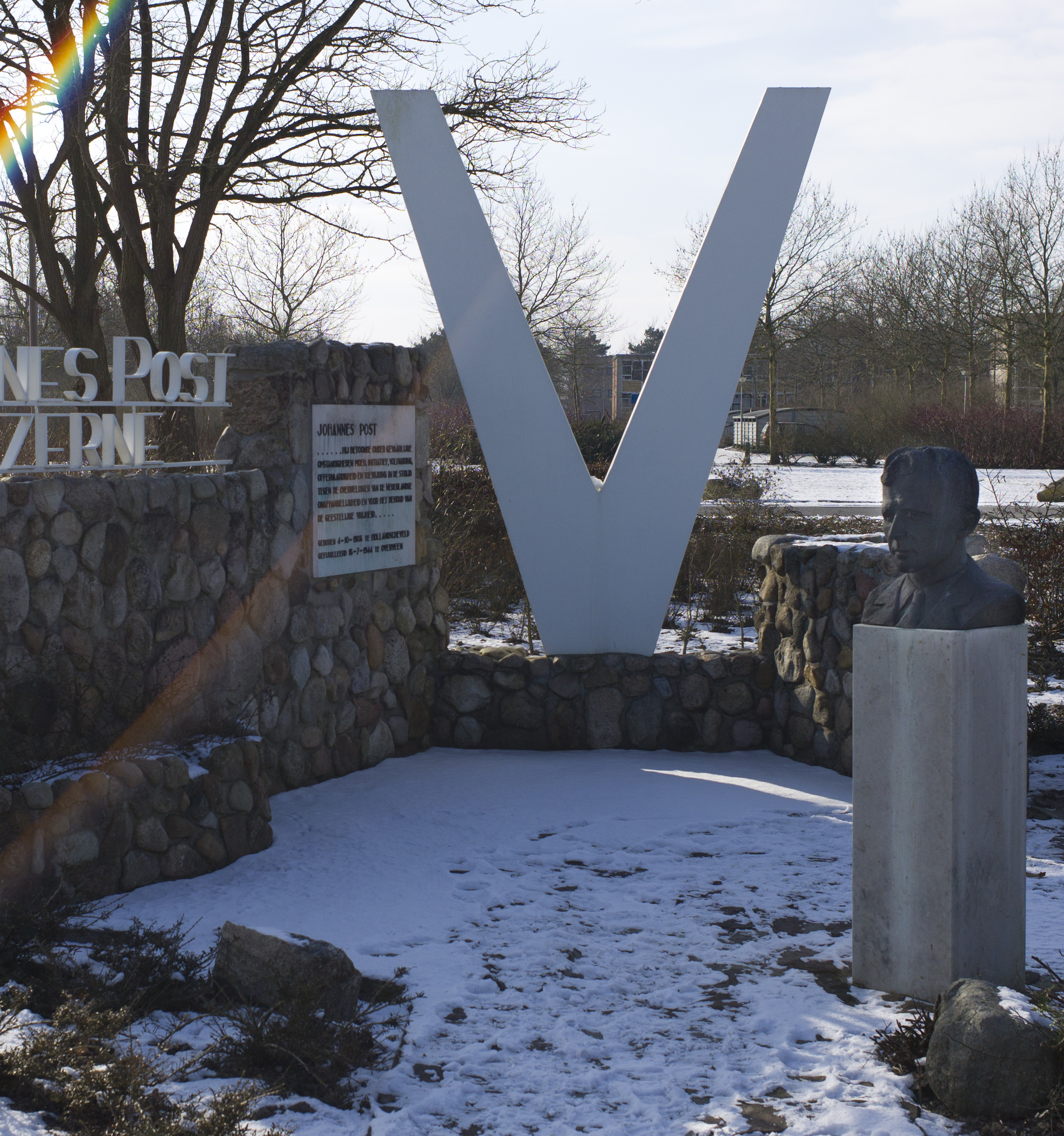
Gedenkmonument ter ere van de verzetsstrijder Johannes Post bij de kazerne.

De Johannes Postkazerne is een kazerne op het militaire terrein nabij Havelte. De kazerne is genoemd naar de verzetsleider Johannes Post (oktober 1906 - juli 1944).
Aan het eind van de oorlog zocht de Duitse bezetter naar een geschikt locatie voor een basis. Een bos- en heidegebied bij Havelte werd gedraineerd en door middel van bommen gerooid om als oefenterrein te dienen. Dit zou later het oefenterrein voor de kazerne worden. De Johannes Postkazerne is in 1952 gebouwd als Legerplaats Steenwijkerwold in de toenmalige gemeente Steenwijkerwold. Vanaf 1964 draagt de kazerne haar huidige naam. In de jaren negentig vond er een uitbreiding plaats. Daarvoor waren er ook Amerikaanse soldaten gelegerd in Darp.

De kazerne is ook na de reorganisatie van kazernes in 2014 in gebruik gebleven. Tegenwoordig is het grootste gedeelte van de 43 Gemechaniseerde Brigade gelegerd in deze kazerne.